# Kicsind
Kicsind (szlovákul Malá nad Hronom, korábban Kičind) község Szlovákiában, a Nyitrai kerületben, az Érsekújvári járásban.

## Fekvése
Párkánytól 8 km-re északra, a Garam bal partján fekszik.

## Élővilága
Kicsinden egy gólyafészket tartanak nyilván, 2010-2012 között 2, 2013-2015 között 4, 2016-ban és 2018-ban 3, 2019-ben 1, 2020-ban 3, 2021-ben pedig 2, 2022-ben 3, 2023-ban 2, 2024-ben 3 fiókát számoltak össze.

## Története
A régészeti leletek tanúsága szerint területén már a kőkorszakban is éltek emberek, de a későbbi korokban is lakott volt. A bronzkorban, i. e. 1500 és 1800 között a hatvani kultúra népe élt ezen a tájon, cserépedényeik maradványait a Kerek-dombon, a Kőalja feletti dűlőben, a Bodzavárban találták meg. I. e. 350 körül a kelták települése volt itt. Ebből a korból cserépedények, urnák kerültek elő. Feltételezések szerint a római korban, a Kerek-dombon római őrtorony állt. 170-ben erre vezette Marcus Aurelius császár a kvádok és markomannok elleni hadjáratát.
A 11. században a közeli Kakat várjobbágyai a mai Nána területén telepedtek le. Ennek a falunak első írásos említése 1157-ből származik, amikor II. Géza király vámját az esztergomi egyháznak adta. 1228-ban a nánai Beszter család elkülönítette az egyházi birtokokat saját birtokaitól, ekkor jött létre a ma Kőhídgyarmathoz tartozó Kistata, amelynek lakói később megalapították a mai bal parti települést. 1311-ben Csák Máté híve, Vörös Bede foglalta el az esztergomi érsekség birtokait, melyeket 1312-ben kapott vissza az egyház.
1570-ben az esztergomi szandzsák összeírása említi először a települést Kicsind néven, ahol ekkor 8 család lakott. Nevét onnan kaphatta, hogy a Kistatán maradt 16 házzal szemben itt csak 8 ház volt. Átmeneti török uralom után a település 1613-ban már ismét az esztergomi káptalané. 1683-ban Sobieski János seregének párkányi győzelme után végképp megszűnt a török veszély, bár a lengyel hadak nagy károkat okoztak a környező településeken. 1732-ben Kicsind önálló plébánia lett, megépült a sövényfonásból készített egyszerű Szent Móric templom. A 17. század második felében, a kuruc harcok következtében elpusztult a falu, valószínűleg a templom is leégett. Később újratelepítették és 1781-ben megépült az új templom is. 1784-ben 90 háza és 376 lakosa volt. 1828-ban 74 házában 405 lakos élt. A 19. század elején színjátszócsoport alakult a községben. Az iskola épülete 1908-ban készült.
Vályi András szerint "KICSEND, vagy Kicsénd. Elegyes magyar, és tót falu Esztergom Várm. földes Ura az Esztergomi Seminarium, lakosai katolikusok, fekszik Kövesd, Szalka, és Bajta falukhoz nem meszsze, Rákótzinak idejekor el pusztíttatott vala, határja Kéménd felé síkos, Garam vize mentében nagy része a’ hegyek miatt soványas, fájok van, ’s legelőjök is, réttyeik jók, de Garam vize réttyeiknek ártalmokra van néha, borok is terem."
Fényes Elek 1851-ben kiadott geográfiai szótárában így ír a községről: "Kicsind, Esztergom-, most Komárom vm. magyar falu, a Garan bal partján, Esztergomhoz 1 mfld: 410 kath. lak. Földje hegyes és sovány, de bora jó. F. u. az esztergomi seminarium. A lakosok birnak 471 hold harmadik osztályu szántóföldet, 170 h. rétet, és 557 1/2 kapa szőlőt."  Archiválva 2007. szeptember 27-i dátummal a Wayback Machine-ben
A trianoni békeszerződésig Esztergom vármegye Párkányi járásához tartozott. 1938 és 1945 között újra Magyarország része volt.

## Népessége
| Év:            | 1994. | 2004.   | 2014.   | 2024.   |
| -------------- | ----- | ------- | ------- | ------- |
| Emberek száma: | 421   | 409     | 373     | 381     |
| Eltérés:       |       | -2,85 % | -8,80 % | +2,14 % |

| Év:            | 2023. | 2024.   |
| -------------- | ----- | ------- |
| Emberek száma: | 384   | 381     |
| Eltérés:       |       | -0,78 % |

1880-ban 548 lakosából 506 magyar, 11 német, 6 szlovák anyanyelvű és 25 csecsemő volt. 533 római katolikus és 15 zsidó lakta.
1910-ben 654 lakosából 650 magyar, 2 német és 2 szlovák anyanyelvű volt.
2001-ben 405 lakosából 380 magyar és 17 szlovák volt.
2011-ben 394 lakosából 349 magyar és 37 szlovák volt.
2021-ben 398 lakosából 322 (+5) magyar, 61 (+6) szlovák, (+1) cigány, 1 (+1) egyéb és 14 ismeretlen nemzetiségű volt.

## Neves személyek
- Itt született Bozóky Mihály (1755-1829) falusi kántor és jegyző.

## Nevezetességei

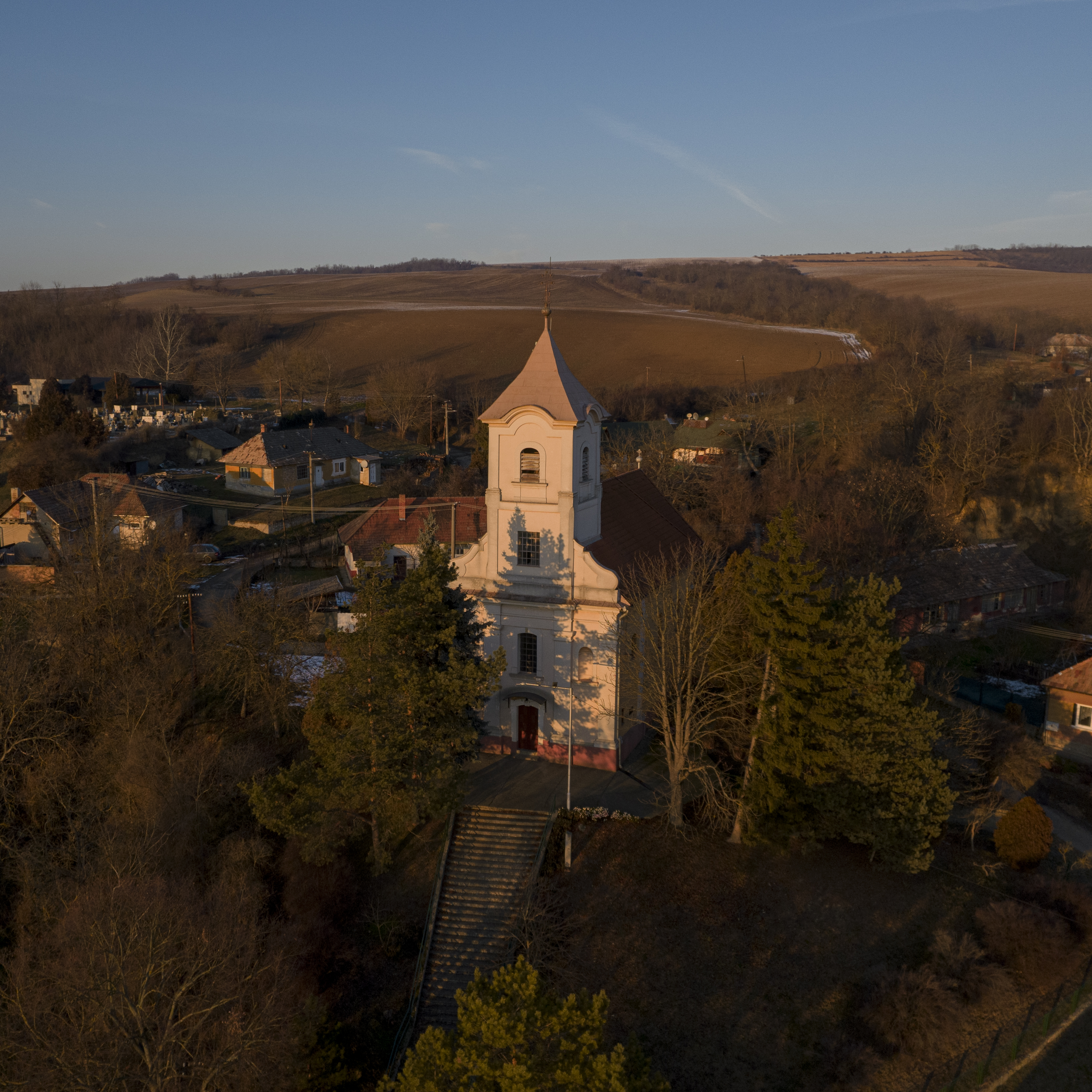
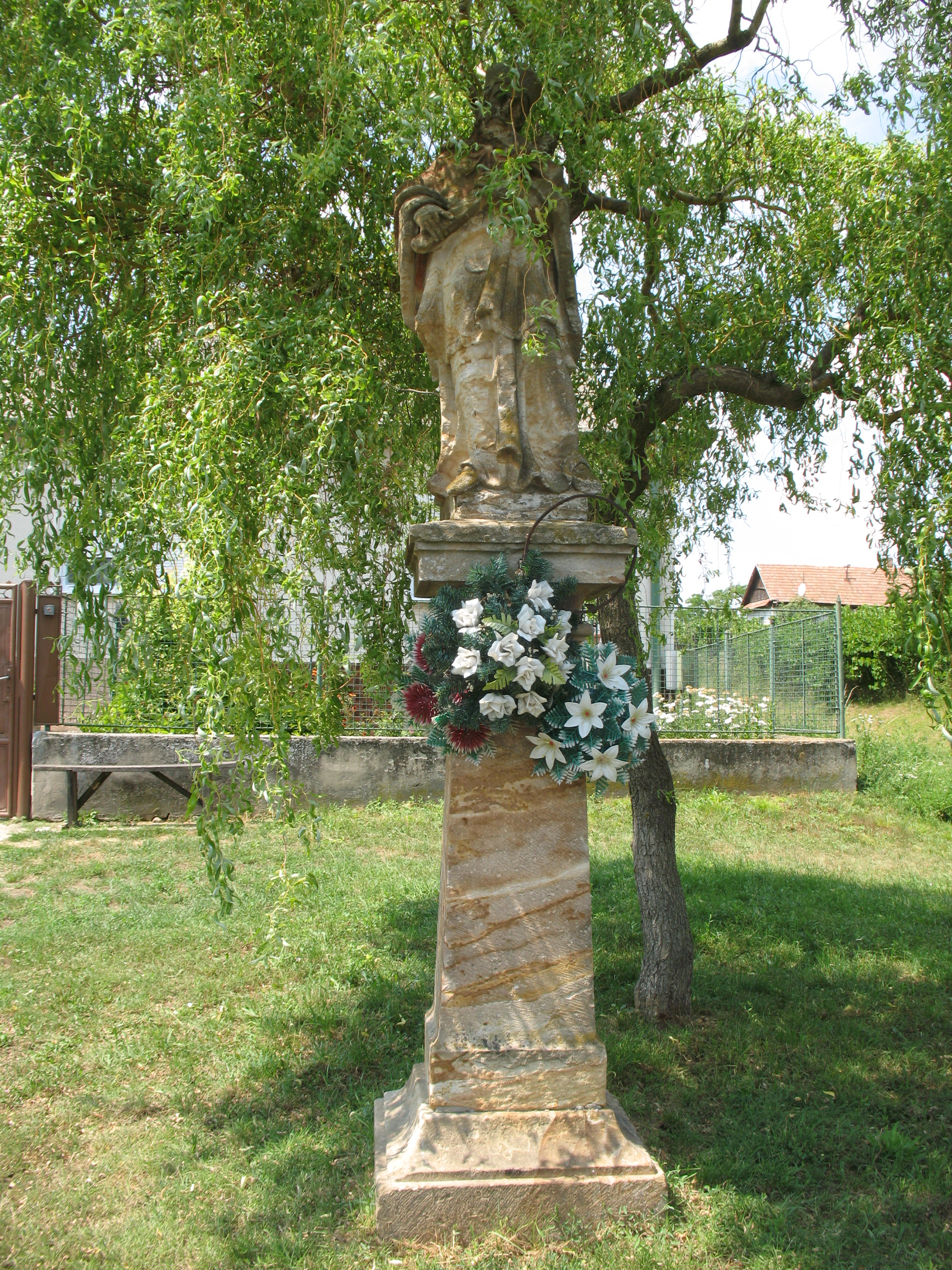
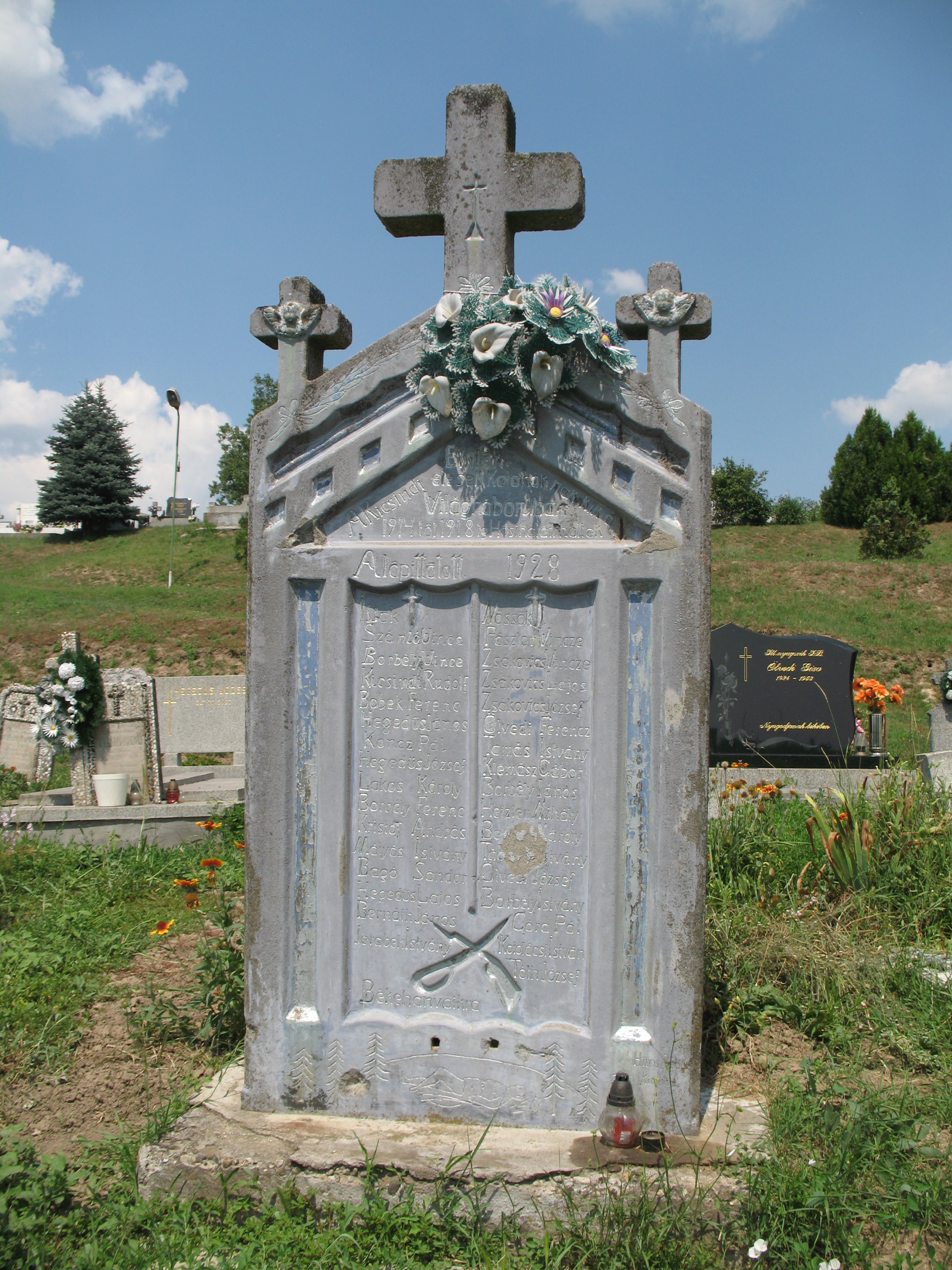
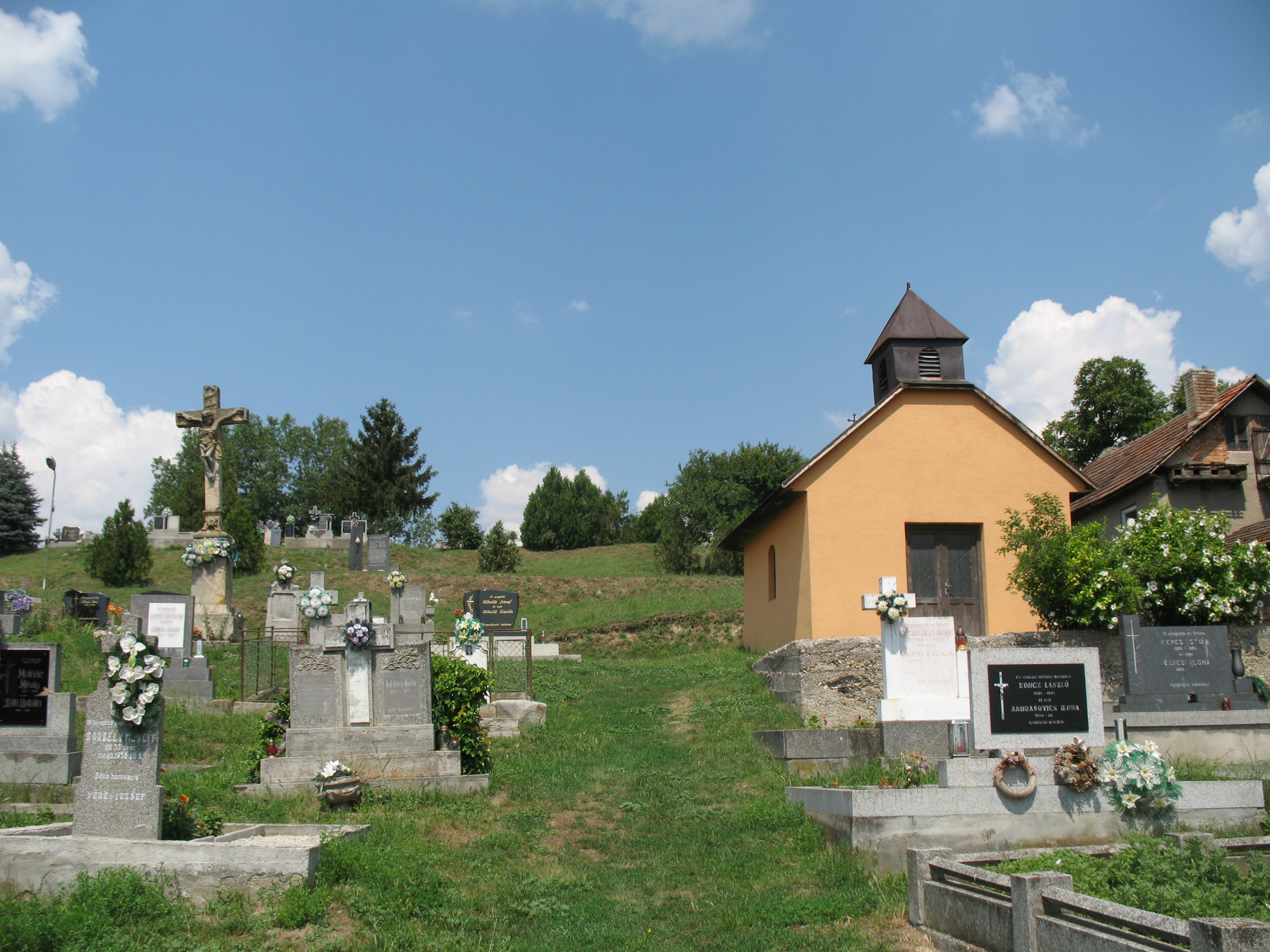
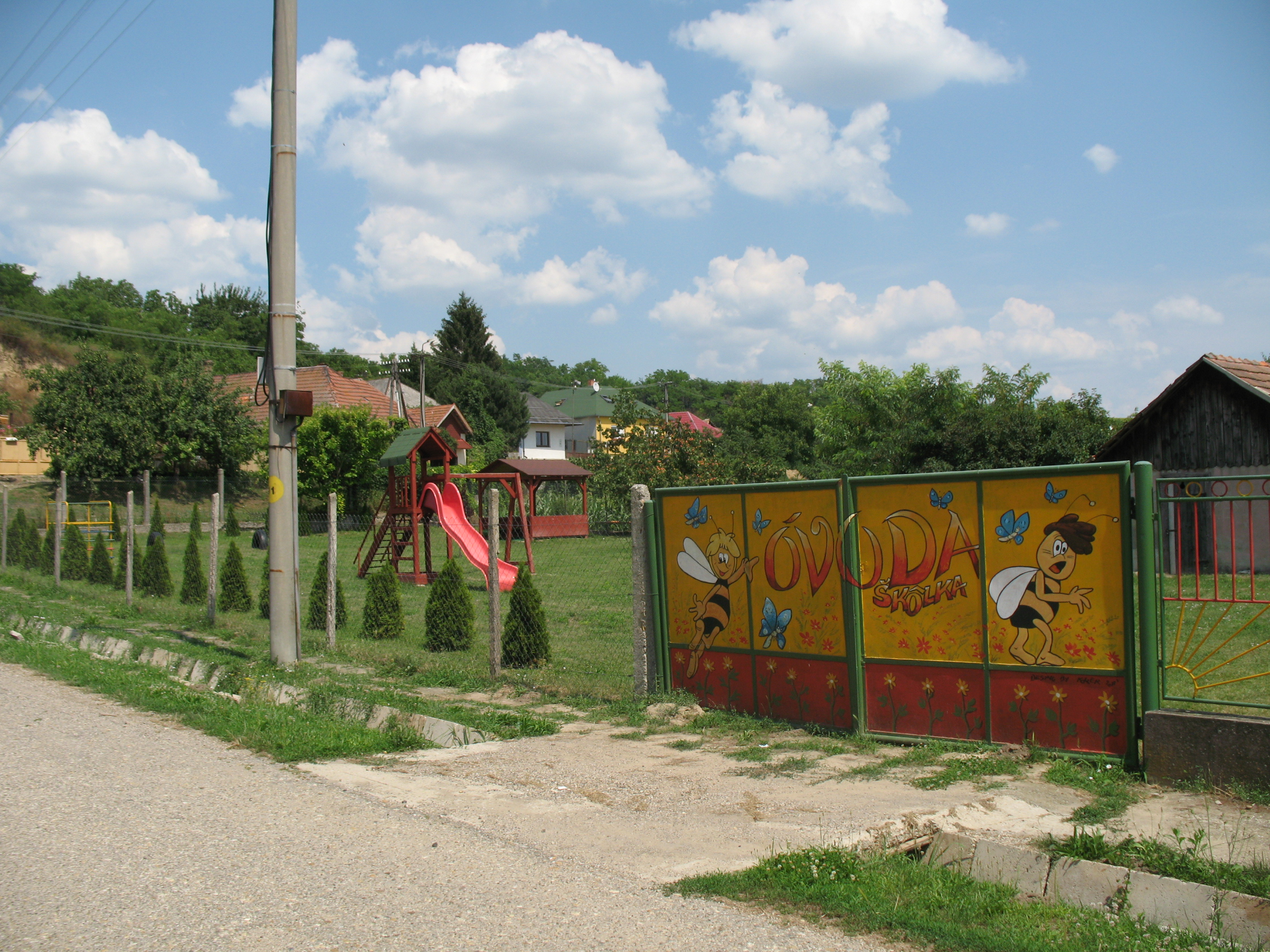

- A Szent Őrangyaloknak szentelt római katolikus temploma 1781-ben épült.
- Temetőjében elsősorban a gyermeksírokat kavicsokkal díszítik. Az ott lévő világháborús emlékművön a nőtlen és nős férfiak külön vannak feltüntetve. Egyes sírok hátuljára rávésték készítésük dátumát, illetve a helyi háborús áldozatokat is külön sírokban temették el.
- Szent László Hadosztály emlékműve.

## Külső hivatkozások
- Községinfó
- E-obce.sk Archiválva 2018. október 19-i dátummal a Wayback Machine-ben